# Karel Rychnovský
Karel Rychnovský (9. května 1918 Konice – 11. dubna 1942 Middenmeer) byl český palubní navigátor 311. československé bombardovací perutě a oběť druhé světové války.

## Život

### Před druhou světovou válkou
Karel Rychnovský se narodil 9. května 1918 v Konici na Prostějovsku. Byl členem Sokola, Skauta a Masarykovy letecké ligy. Mezi lety 1934 a 1937 vystudoval obchodní akademii v Prostějově. V rámci prezenční vojenské služby absolvoval mezi roky 1937 a 1938 školu pro důstojníky letectva v záloze rovněž v Prostějově.

### Druhá světová válka
Po německé okupaci v březnu 1939 opustil Karel Rychnovský ilegálně Protektorát Čechy a Morava. Ve Francii byl v Paříži 2. října 1939 prezentován u zde vznikající československé zahraniční jednotky. Po pádu Francie v červnu 1940 se evakuoval do Spojeného království. V témže roce vstoupil do Royal Air Force, byl zařazen k 311. československé bombardovací peruti a jako palubní navigátor se účastnil řady náletů na nacistické Německo a okupovanou Evropu. Dne 11. dubna 1942 byl při návratu z bombardování Kruppových závodů v Essenu jeho stroj Vickers Wellington Mk.IC Z8838 KX-Z již poškozený protiletadlovou palbou napaden nočním stíhacím esem Helmutem Lentem Zřítil se u nizozemské vesnice Middenmeer přičemž zahynula celá posádka. Karel Rychnovský byl společně s ostatními formálně pohřben na hřbitově v Den Helderu, v roce 2004 po archeologických pracích v místě pádu stroje byly jejich ostatky uloženy na válečný hřbitov v Bergen op Zoom. Josef Kalenský dosáhl hodnosti poručíka.

## Posmrtná ocenění
- Karel Rychnovský byl v roce 1991 in memoriam povýšen do hodnosti podplukovníka